# Якубов, Нор Якубович
Нор Якубович Якубов (узб. Nor Yoqubov; 1914, Самарканд, Самаркандский уезд, Самаркандская область, Туркестанский край, Российская империя — 18 июля 1965, Самарканд, Узбекская ССР, СССР) — советский узбекский хозяйственный, государственный и партийный деятель.

## Биография
Родился в 1914 году. Член ВКП(б) с 1942 года.
С 1934 года — на хозяйственной, общественной и политической работе. В 1934—1965 гг. — студент Самаркандского института народного образования, студент Ташкентского института советского права, 1-й секретарь Ката-Курганского районного комитета КП(б) Узбекистана, секретарь Самаркандского областного комитета КП(б) Узбекистана, председатель Исполнительного комитета Самаркандского областного Совета, 1-й секретарь Самаркандского областного комитета КП Узбекистана, прокурор Узбекской ССР, заведующий Отделом советской торговли Самаркандского областного комитета КП Узбекистана.
Избирался депутатом Верховного Совета СССР 4-го созыва.
Умер в Самарканде в 1965 году.

## Семья
Дети: Анджелла, Насирджан, Хасан, Зухра.